# ボカンですよ
『ボカンですよ』は、1998年3月12日にバンプレストが発売したPlayStation用の縦スクロール型シューティングゲームである。

## 概要
タイムボカンシリーズを題材にしたシューティングゲームの第2弾。前作『ボカンと一発!ドロンボー』同様、『ヤッターマン』の三悪・ドロンボー一味を操り、歴代シリーズの悪玉メカを使って善玉たちに戦いを挑むという内容で、基本操作とシステムも前作のものを踏襲している。
ストーリー面に前作との直接的な繋がりはないが、ドクロベエの参戦や新オリジナルメカの登場、善玉にも声優や前作で未使用の曲が起用されるようになり、プロデューサーの大山誉展によると「よけい深みにはまった感じがある」。

## ストーリー（ノーマル）
ヤッターマンを始めとする善玉たちに「お前らみたいな悪党が正義に勝てるわけがないから諦めろ」と馬鹿にされる悪夢を見たドロンジョは、今までのリベンジのため、ボヤッキーにメカの準備、トンズラーに歴代善玉への挑戦状を送り付けることを命じた。今度こそ自分たちがシリーズ最強の三悪、そして真の主役であることを証明するため、ドロンボー一味の逆襲が再び始まる。

## ストーリー（スペシャル）
ある日、ドロンボー一味の下にハンバーガーの差し入れが届いた。それはドクロベエからの指令であり、ドクロベエから歴代善玉を倒すよう言われ、成功すればタイムボカンシリーズの主役として大々的に売り出してやると約束される。
途中、ドクロベエの厳しい特訓を交えながらも、困難の末ついに全ての善玉を倒すことに成功したドロンボーだったが、実はこの指令は全て自身がタイムボカンシリーズの主役になろうと企むドクロベエの策略であった。今回もドクロベエにいいように利用されたドロンボーは、騙された怨みを晴らすため、ドクロベエの秘密基地に殴り込みをかける。

## ゲームモード
ノーマルゲーム
ドロンボー一味が独自に善玉に挑戦するモード。難易度は低め。
スペシャルゲーム
ドロンボー一味がドクロベエの指令を受けて善玉に挑戦するモード。難易度は高い。
オプション
各種設定を決める。ゲーム内のビジュアルアニメも閲覧できる。

## 悪玉メカ
自機はステージごとに選択する。一度選択した機体は次のステージでは整備中となり、連続して選ぶことはできない。
特殊攻撃のドクロ爆弾攻撃は、前作にも使われた強力なものだが、前作同様に、装備中に被弾すると、おしおき三輪車形態になってしまう。一方前作には無かった機能として、ドクロ爆弾は装備して10秒後には、より強力な爆風と爆発（無敵）時間が長くなる二段階目になり、これを状況に応じて臨機応変に使いこなす（あらかじめ敵の攻撃を予測して装備したり、リスクを避けるため無理に二段階目にせず、一段階目で爆弾を放出する必要性）事も重要な攻略ポイントとなる。
また、ドクロストーンを99個集める事で、一定時間無敵の巨大メカに変身できる攻撃方法も前作と同じだが、今回は最高で297個までストックする機能（3回巨大メカになれる）と、ゲージが溜まってる間、好きな時に変身できるシステムが追加された。
タイムガイコッツ（登場作品：タイムボカン）
ドクロ爆弾：投下型
巨大メカ：ゴリラガイコッツ
シャレコーベメカ（登場作品：ゼンダマン）
ドクロ爆弾：投下型
巨大メカ：チャンバラン
アンドロメダマ号（登場作品：タイムパトロール隊オタスケマン）
ドクロ爆弾：投下型
巨大メカ：ひょっとこの顔メカ
タイムラクーダ（登場作品：ヤットデタマン）
ドクロ爆弾：射出型
巨大メカ：ベースボールマシン
シャレコーベバギー（登場作品：逆転イッパツマン）
ドクロ爆弾：射出型
巨大メカ：イルミナー
デンデンメカ（登場作品：イタダキマン）
ドクロ爆弾：投下型
巨大メカ：馬メカ
チャリンコ（おしおき三輪車）（登場作品：ヤッターマン）
ドクロ爆弾が装着されている状態、もしくは悪玉メカのシールドエネルギーが0の状態で攻撃を受けるとこの形態になる。一応はショットを前方にのみ撃てて、×ボタンでジャンプして攻撃を回避可能だが、一撃でも攻撃を受けると戦闘不能となる。

### ゲームオリジナル
ドロンジョカー
前作から引き続いて登場。前作と違い、今回は3機ともゲーム開始時から選べる。
ドクロ爆弾：射出型
巨大メカ：ロボット形態
ボヤッキーカー
ドクロ爆弾：投下型
巨大メカ：ロボット形態
トンズラーカー
ドクロ爆弾：投下型
巨大メカ：ロボット形態
ドクロベエカー
スペシャルステージクリア後に使用可能。
ドクロ爆弾：射出型
巨大メカ：ロボット形態
ドクロベエメカ
スペシャルゲーム最終面に登場する本作の最終ボスであり、ドクロベエの姿を模した超巨大ロボット。
絶大な攻撃力を持っており、巨大な腕を振るってパンチか横方向へのレーザー攻撃を繰り出し、両肩から放つサーチライト型レーザー、胸部から伸びる触手・額のドクロマーク・両肩・腹部・指から放つ多彩な弾幕で相手を寄せ付けない。
ふくろうメカ
スペシャルゲームエンディングのアニメパートに登場。前作（完璧版）OPに登場したドロンボー専用のフクロウ型飛行メカで、会話能力を持ち、名古屋弁をしゃべる。
自爆したドクロベエ秘密基地から脱出したドロンボーを迎えに来たが、帰ろうとした途端、ドロンボーが倒したと思っていたヤッターワンのミサイル攻撃で破壊されてしまう。
ドクロベエの人工衛星
スペシャルゲームエンディングのスタッフロールが終わった後のアニメパートに登場。ドクロを模した形状をしており、地球衛星軌道上を周っている。
ドクロベエはドロンボーに敗北したことは認めたものの、主人である自分に刃向かったのは許せないとしておしおきを敢行。おしおき三輪車でアジトに帰る途中の3人めがけて衛星からミサイルを発射した。

## ステージ構成
スペシャルステージ、ファイナルステージはスペシャルゲームでのみ登場する。
| ステージタイトル                        | ステージ                                         | BGM（インストゥルメンタル） | 中ボス、大型敵 | ボス           |
| --------------------------------------- | ------------------------------------------------ | --- | --- | -------------- |
| 鷹は舞い戻った だコロン                 | ステージ1（vsヤッターマン）                      | 「―さんあく18年―君を離さない チュッ☆」（道中） 「ヤッターマンの歌」（中ボス） 「ヤッターキング」（ボス）                           | ヤッターワン ヤッターペリカン ヤッターアンコウ ヤッタードジラ ヤッターブル ヤッターヨコヅナ ヤッターパンダ＆コパンダ 合体ゾロメカ                                         | ヤッターキング |
| 眠らぬ森の ドロンボーだよ ゼンダマン    | ステージ2 （vsゼンダマン＆オタスケマン）         | 「ドロンボーのなげき唄」（道中） 「ゼンダマンの歌」（中ボス） 「オタスケマンの歌」（中ボス～ボス）                                 | ゼンダライオン ゼンダゴリラ ゼンダワン ゼンダコトラ オタスケサイ オタスケキンタ オタスケウータン ゼンダモグラ ゼンダビーバー ゼンダシロクマ オタスケガエル オタスケダヌキ | オタスケアシカ |
| 戦場にかける、 おだてブタだコロン！     | スペシャルステージ （vsおだてブタ）              | 「おだてブタ」（中ボス～ボス） | 巨大おだてブタ ブタ戦車 | ヤッターブタ   |
| 巨大勇者と 異次元ランデブー！           | ステージ3 （vsヤットデタマン＆逆転イッパツマン） | 「ドロンボーのシラーケッ」（道中） 「ヤットデタマンの歌」（中ボス） 「嗚呼！逆転王」（中ボス） 「逆転イッパツマン」（ボス）        | 逆転王 大巨神（大馬神） 大天馬 タイムカーゴ リリーフドン トッキュウマンモス                                                                                               | 三冠王         |
| ボカンと登場！ 元祖タイムメカだペッチャ | ステージ4（vsタイムボカン＆イタダキマン）        | 「ドクロベエさまに捧げる歌」（道中1、3） 「ドロンボーのシラーケッ」（道中2） 「タイムボカン」（中ボス） 「いただきマンボ」（ボス） | メカブトン クワガッタン ペリギン ワンガルー ドタバッタン | カブトゼミ     |
| 正義の切り札！ ヤッターワンFZだコロン   | ステージ5（vsタイムボカン王道復古）              | 「空からブタが降ってくる」（道中） 「ヤッターキング」（中ボス） 「ヤッターマンの歌」（ボス）                                       | ヤッターゾウ チョロ坊 オモッチャマ アマッタン ヒネボット ダイゴロン 2-3 オモンキ オタスケサンデー号                                                                       | ヤッターワンFZ |
| 驚き決戦！ 影の支配者ドクロベエ         | ファイナルステージ（vsドクロベエ）               | 「悪役ドアが開く」（道中） 「天才ドロンボー」（ボス前）                                                                            | ドクロ矢伏間 サイバンマシーン 巨大どっちらけドクロ オジャマベーダー | ドクロベエメカ |

## アイテム
ドロンボーマーク
武装がレベルアップ（最高4段階まで）。
ヤッターマーク
武装がレベルダウン。
ドンファンファン伯爵
武器のレベルがMAXまで上がる。
ジュジャクの羽根
シールドエネルギーが全回復。
ペラ助
シールドエネルギーが少し回復。
ゲキガスキー
チャリンコ（おしおき三輪車）から悪玉メカに戻る。
ニャラボルタ
一定時間高速で移動できるようになる。
隠球四郎
フィールド上の敵弾を消し、さらに敵機体にダメージを与える。
ダイナモンド
高得点ボーナス。出現直後は10000点だが時間が経つと獲得できる点数が低下し、最終的に10点の石になってしまう。
ドクロストーン
50個集めると巨大メカに変身可能になる。今回はストック制になり、150個まで溜めることができる。
金のドクロストーン
ドクロストーン5個分。
命のもと
クレジットが1つ増える。

## アニメ制作スタッフ
- 監督・コンテ：笹川ひろし
- 演出：原征太郎
- ゲストメカデザイン：小川浩
- 作画監督：井口忠一
- 原画：佐久間信計、佐久間しげこ、木場田実
- 動画チェック：李裁束
- 動画：韓一動画
- 色指定：飯島孝枝
- 仕上：韓一動画、カラーセンター
- 美術監督・背景：多田喜久子
- 撮影監督：横山幸太郎
- 撮影：横山正彦、武川昌志、相沢健四郎
- 編集：三木幸子
- 現像：東京現像所
- 音楽：神保正明、山本正之
- 効果：加藤昭二（アニメサウンドプロダクション）
- 録音制作：ザックプロモーション
- 録音スタジオ：整音スタジオ
- 制作管理：柴田勝
- プロデューサー：大倉宏俊
- 制作：竜の子プロダクション

## 声の出演
- ドロンジョ：小原乃梨子
- ボヤッキー：八奈見乗児
- トンズラー：たてかべ和也
- ドクロベエ、ペラ助（4面のタイトルコール）：滝口順平
- ヤッターマン1号、丹平：太田淑子
- ヤッターマン2号：岡本茉利
- ゼンダマン1号：三ツ矢雄二
- オタスケマン1号：水島裕
- ヤットデタマン：曽我部和恭
- イッパツマン、おだてブタ、イケマスイタチ（アニメパート）：松本保典
- イタダキマン：田中真弓
- ナレーター（3面と最終面のタイトルコール）：鈴置洋孝
- オシイ星人、イケマスイタチ（ステージクリア時）、大巨神、三冠王：茶風林
- オロカブ、コンピューターママさん：横尾まり
- オモッチャマ（1面、特訓面、5面のタイトルコール）：桂玲子
- アマッタン（2面のタイトルコール）、女子高生：川上とも子
- ふくろうメカ：山本正之

## 主題歌
『ボカンと一発!ドロンボー』
作詞・作曲：山本正之 編曲：神保正明 歌：山本まさゆき コーラス：ピンク・ピッギーズ